# Emma Jørgensen
Emma Aastrand Jørgensen (30 de janeiro de 1996) é uma canoísta de velocidade dinamarquesa, medalhista olímpica.

## Carreira
Emma Jørgensen representou seu país na Rio 2016 e ganhou a medalha de prata no prova do K1-500m. Nos Jogos Olímpicos de Verão de 2024, em Paris, conquistou a medalha de bronze na competição do K-1 500 m feminino, com o tempo de 1:49.76 minutos na final.